# Augustenstraße
Die Augustenstraße ist eine gut 1,3 km lange Straße im Münchner Stadtteil Maxvorstadt. Sie führt von der Dachauer Straße zum Josephsplatz und ist nach Auguste Amalia Ludovika von Bayern benannt.

## Beschreibung
An der Gabelung zur Dachauer Straße steht der Delphinbrunnen. An der Augustenstraße liegen neun Baudenkmäler mit den Hausnummern 16, 20–22, 37, 39, 45, 52, 53, 54 und 107, siehe auch: Liste der Baudenkmäler in der Maxvorstadt

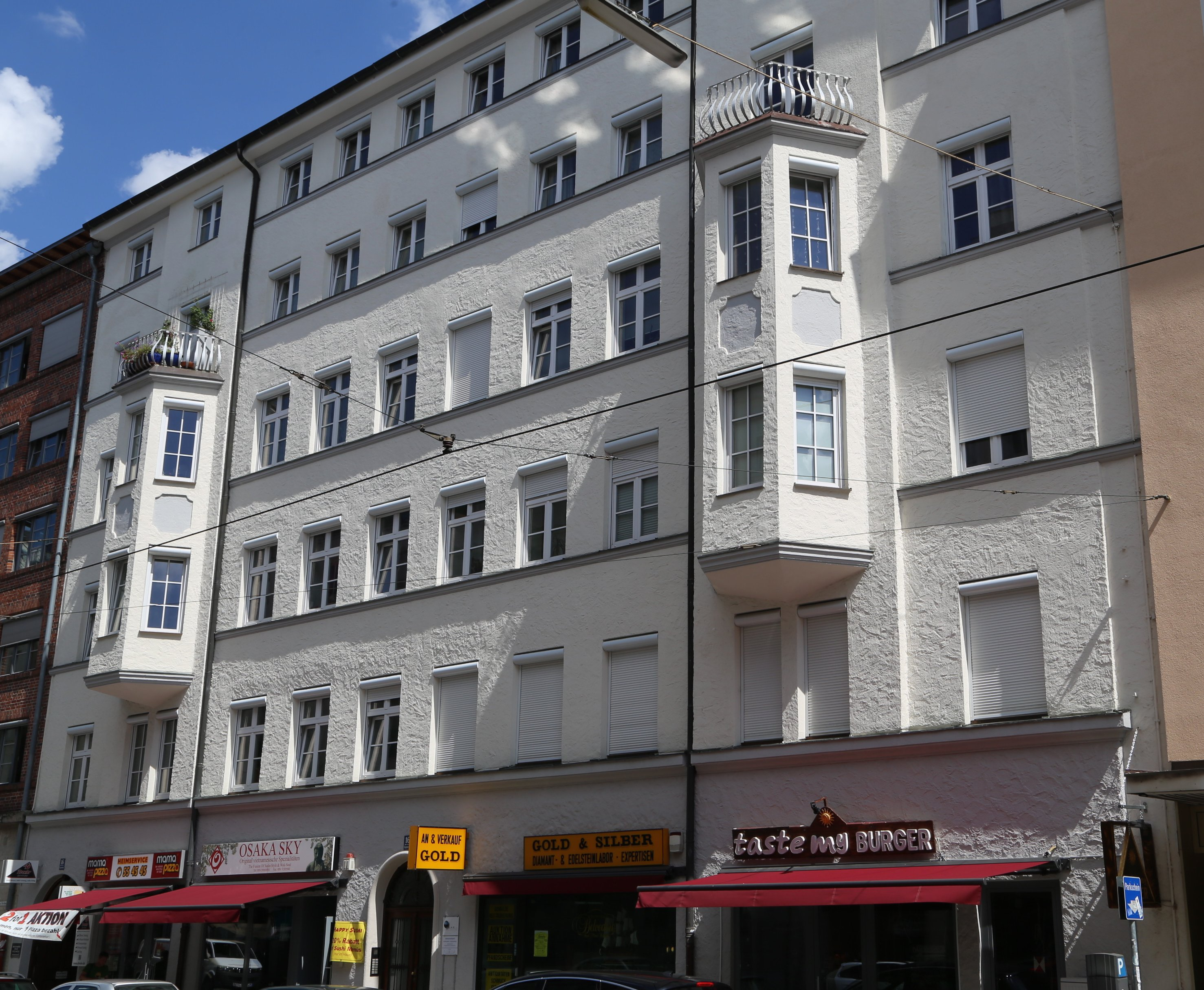
Nr. 16
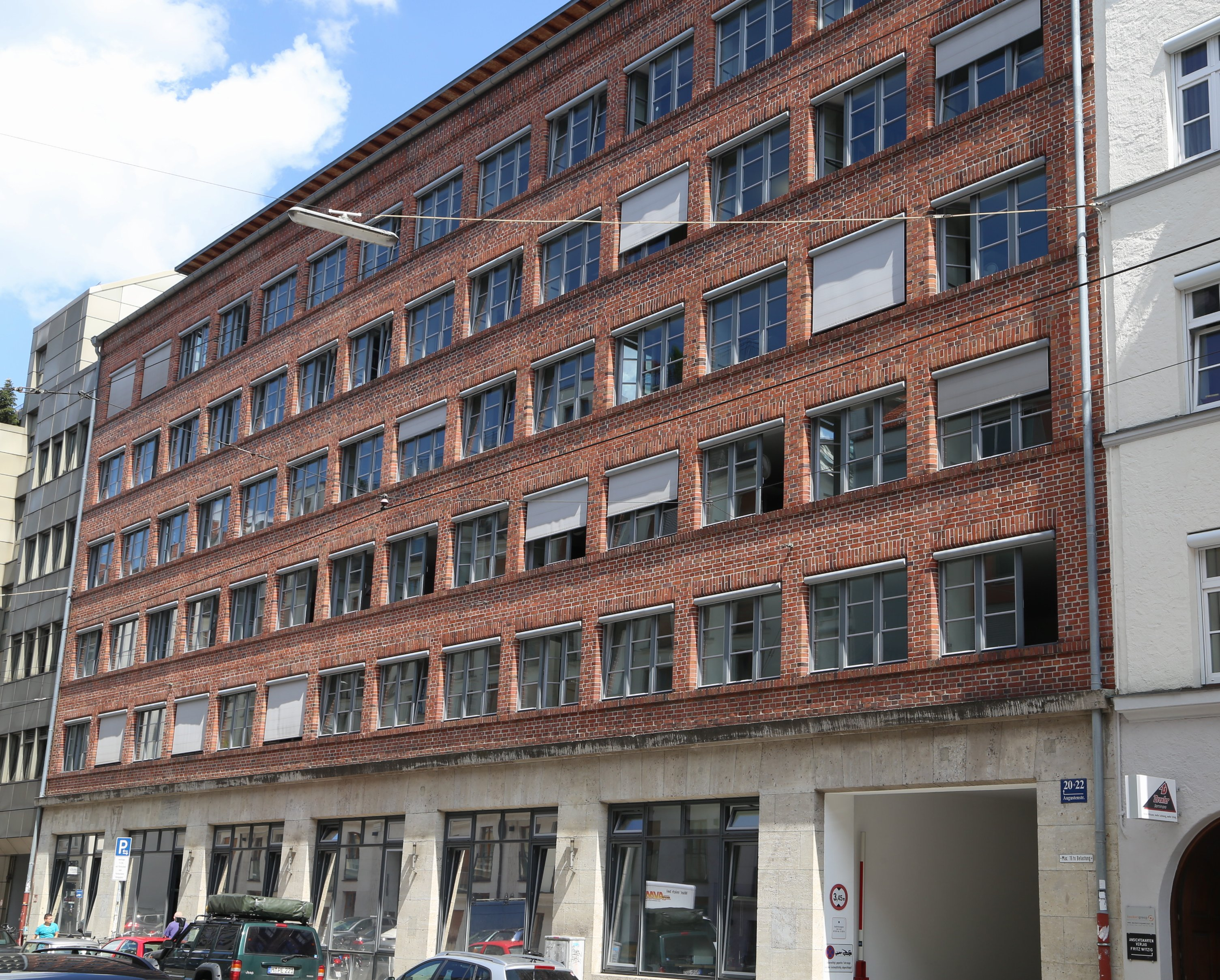
Nr. 20–22
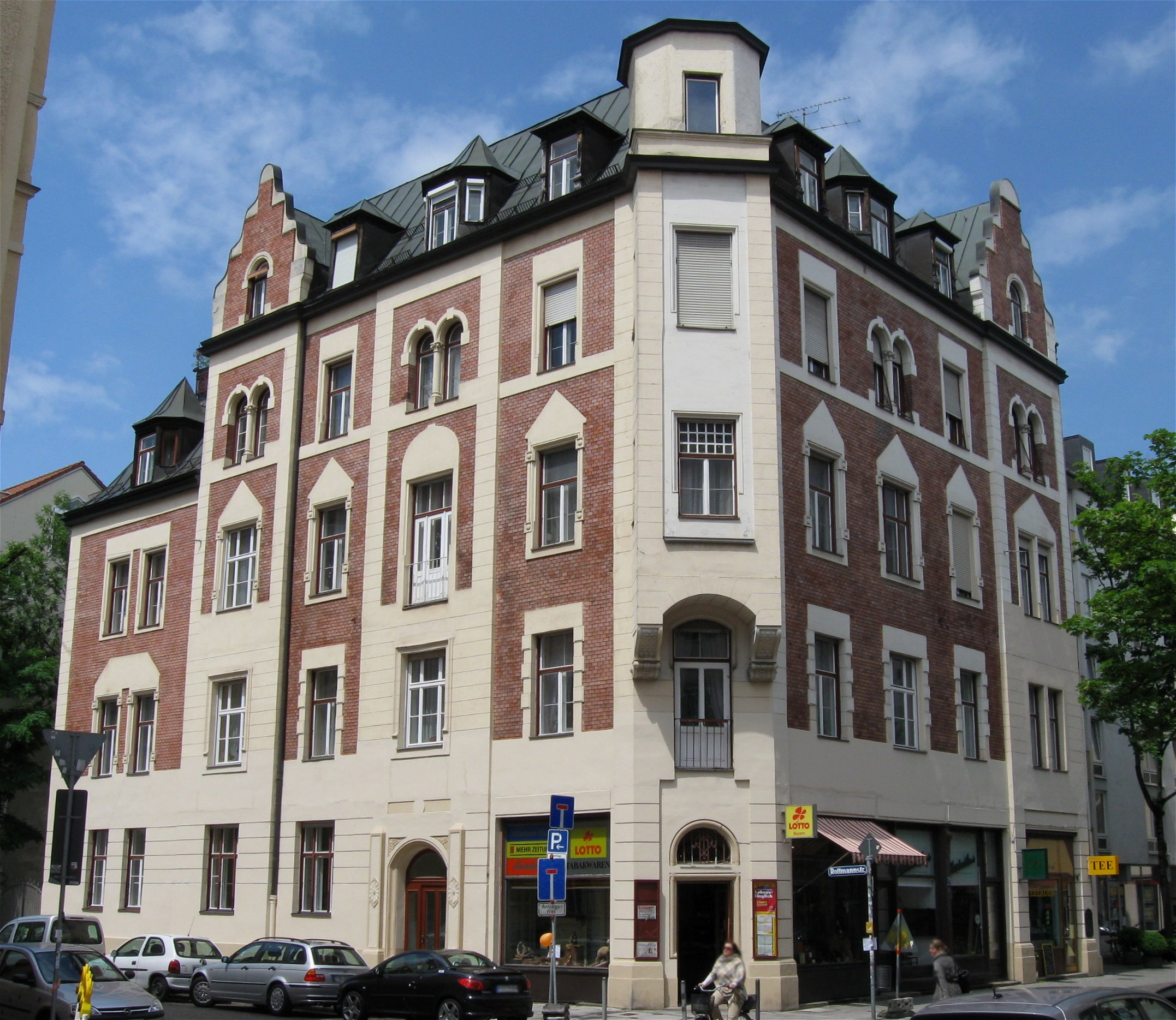
Nr. 39
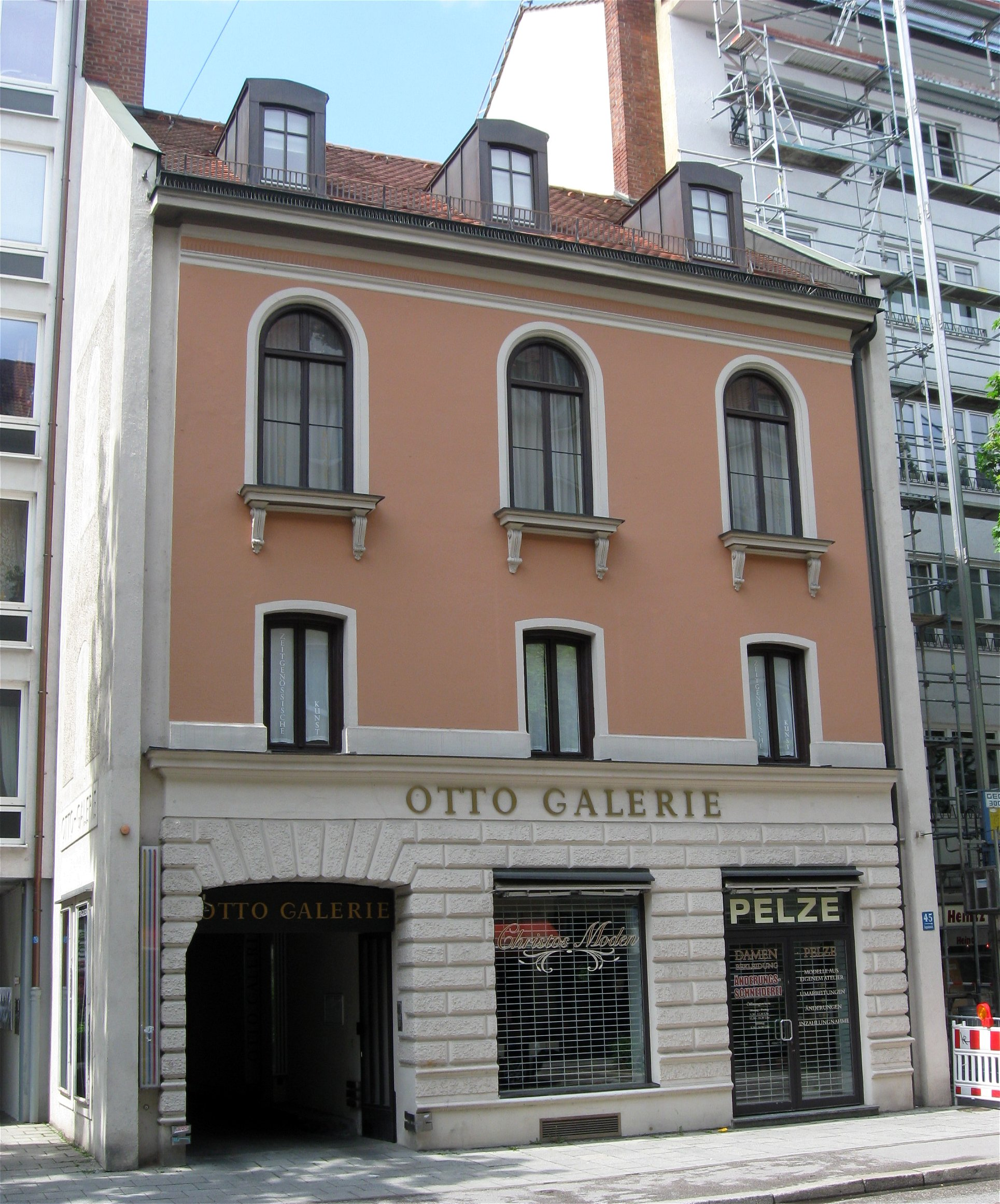
Nr. 45
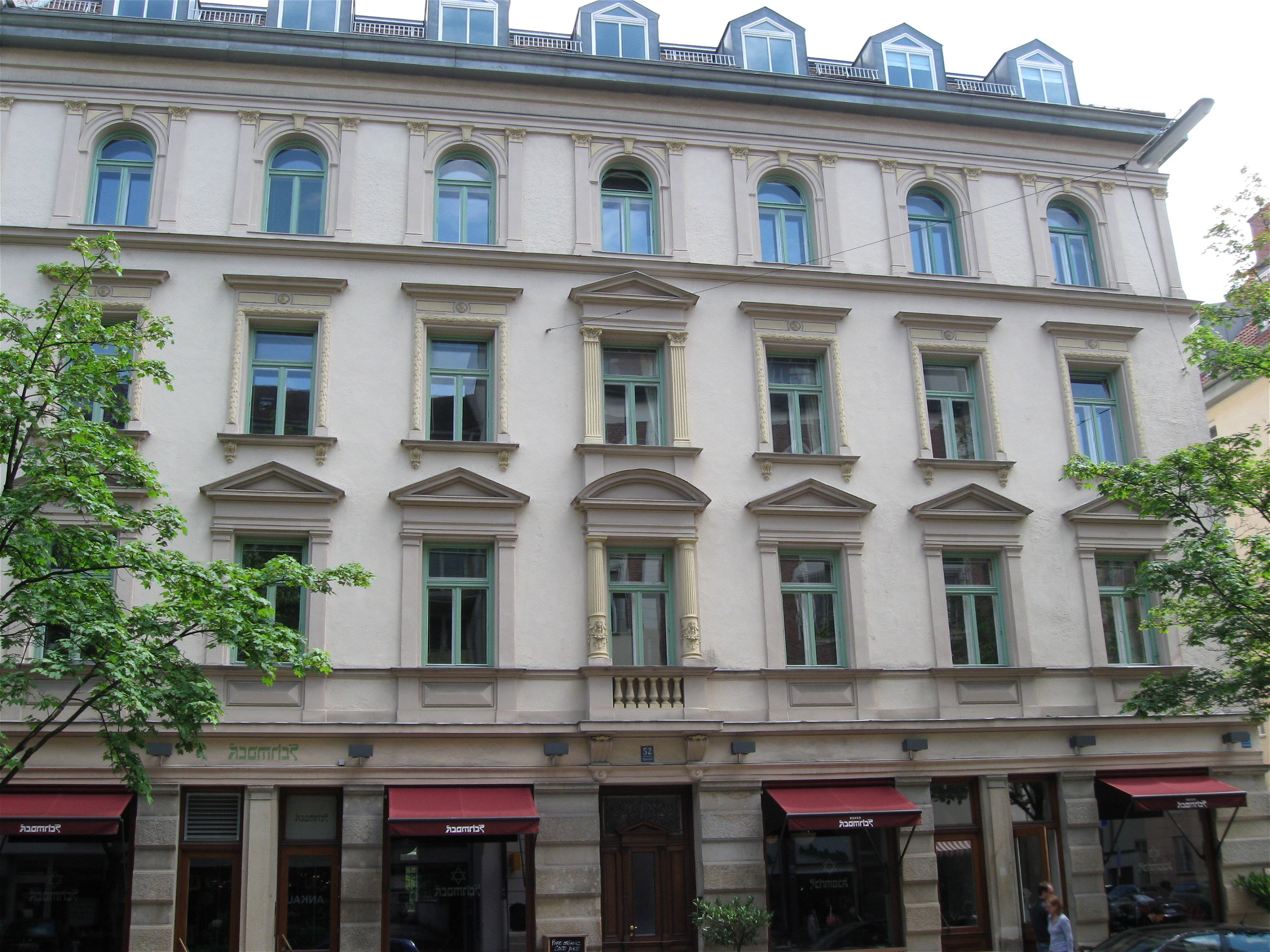
Nr. 52
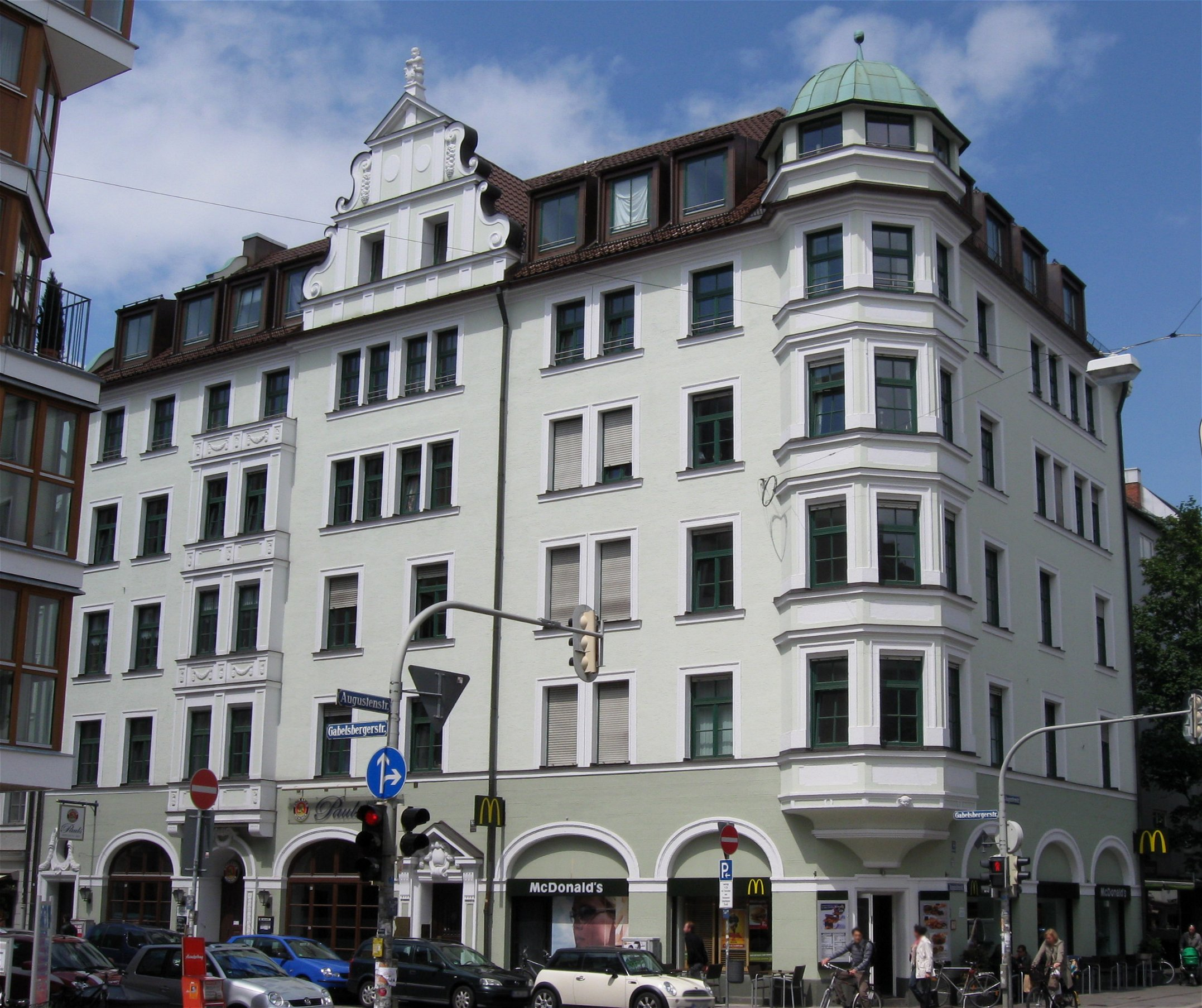
Nr. 53
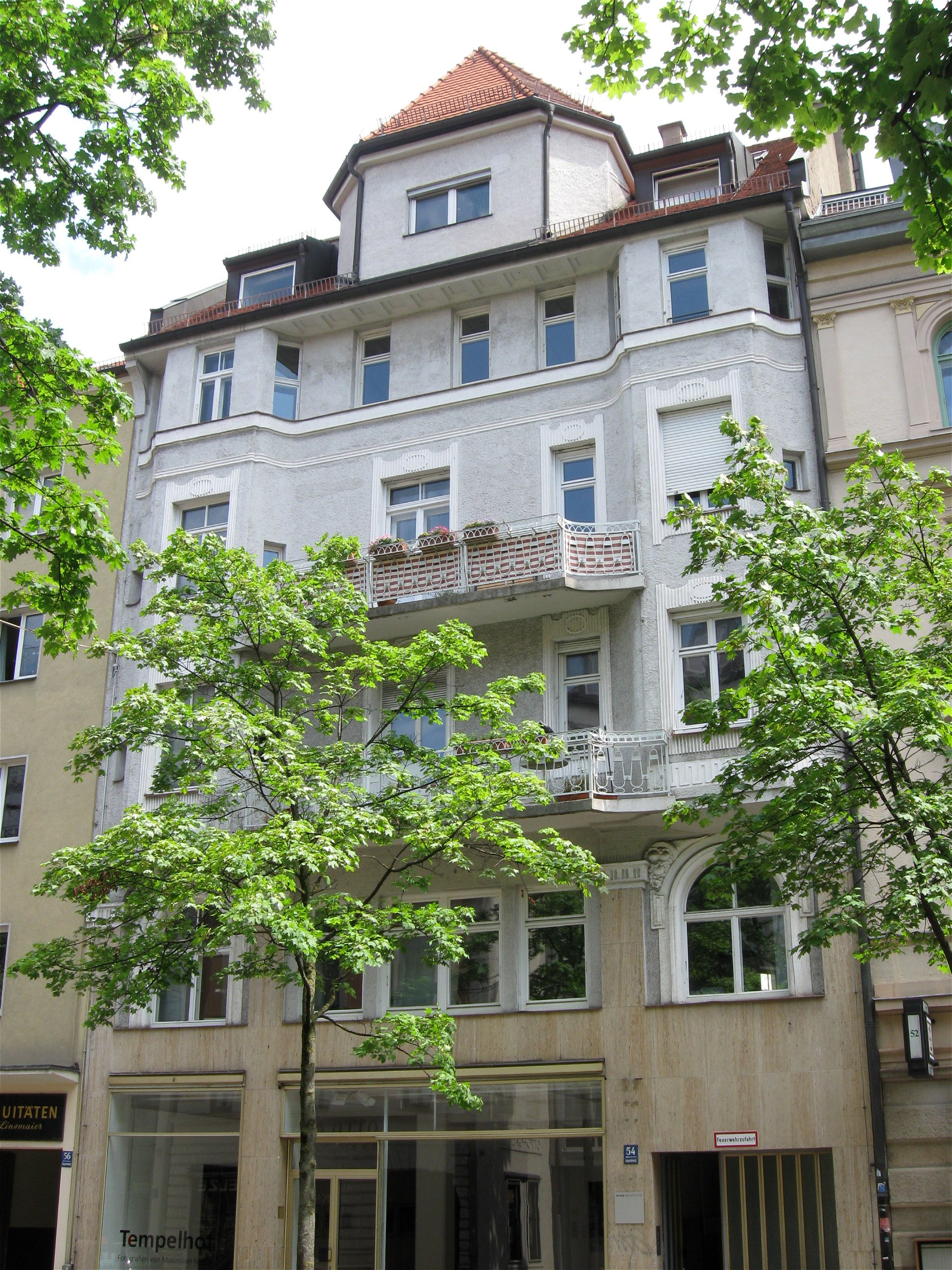
Nr. 54
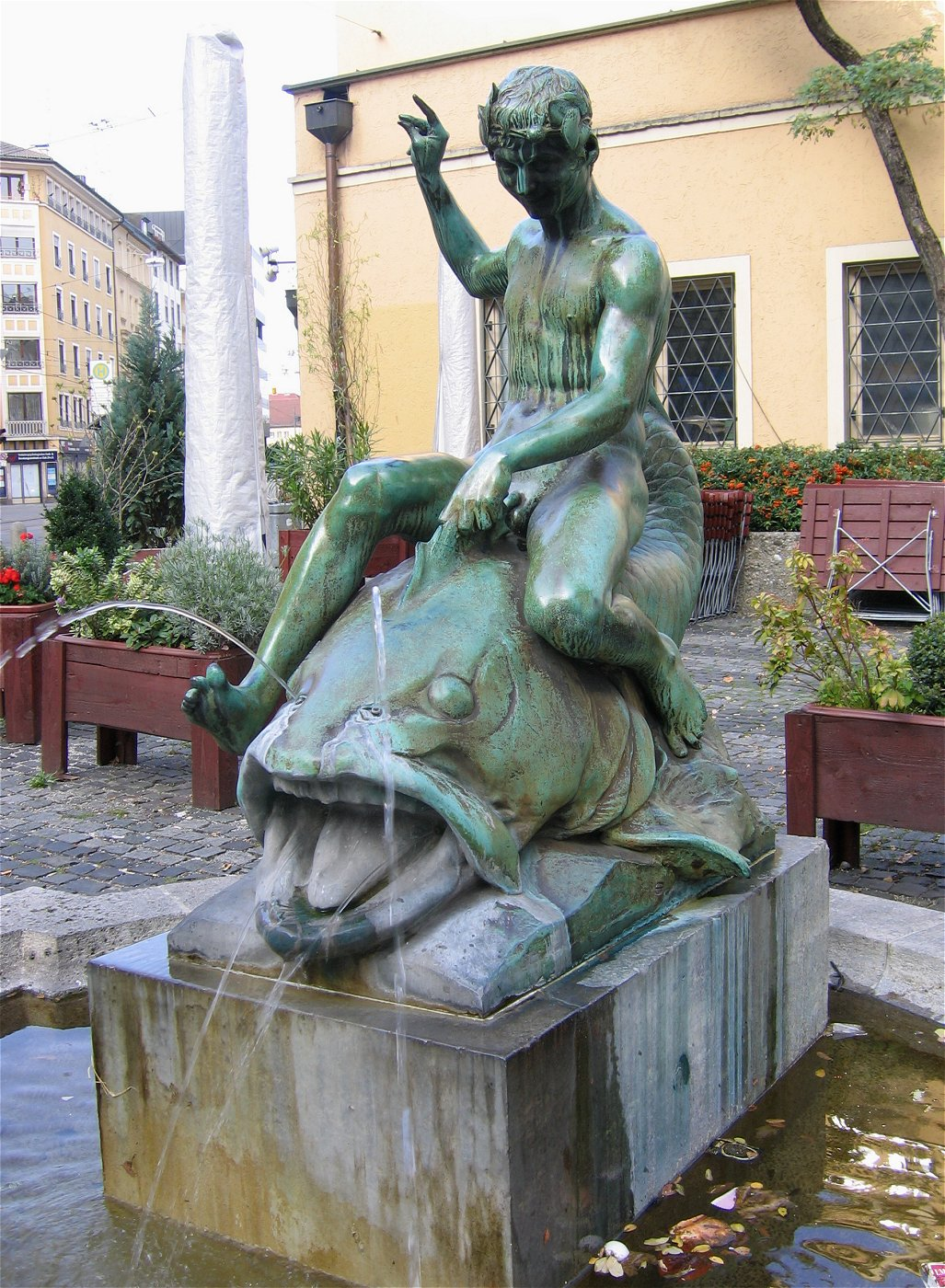
Delphinbrunnen

An der Augustenstraße liegen zwei Haltestellen der Linie U2/U8, der U-Bahnhof Theresienstraße und der U-Bahnhof Josephsplatz. Im Haus Augustenstraße 92 befindet sich eine Filiale der Münchner Stadtbibliothek.
In der Augustenstraße 89 befand sich das Münchner Lustspielhaus, Vorgänger der Münchner Kammerspiele. In der Augustenstraße 21 wurde der Dichter Eugen Roth geboren.